# 葛量洪教育學院
葛量洪教育學院（英語：Grantham College of Education），曾稱為葛量洪師範專科學院，簡稱葛師，是一所曾經在香港提供專職教師專業培訓的院校，以美術教育為主，於1951年創立，校址在九龍油麻地加士居道42號。

## 歷史
此校於1951年創立後發展迅速，並於1954年兼併了香港鄉村師範學校。當年香港政府致力發展小學，極需大量師資，此校就開辦短期的一年制小學師範課程，而且迅速發展擴充名額。全盛時每屆一班達330人（羅師中英兩部每屆各收25名，鄉師中文只收25名）。
創校早期，此校借用英皇書院禮堂上課，直到1952年5月加士居道校舍落成為止。
1960年，此校於樂富籌設分校，迅即成為專推一年制課程（後來專責理科及特殊教育）之柏立基教育學院，並先後於1960年代中及1974年遷址紅磡（其後再撥予此校作分校，直到1978年金禧事件發生後，被強行收回作接收受影響學生的五育中學）及郝德傑道。
此校於1964年除繼續開辦一年制師範課程外，更加開辦了中文二年制師範課程。第一屆50名學員必須修讀教育理論、教具製作、中國文學及中文教學法外，更須選修其餘兩項教學主科，包括英文、音樂、木工、體育、美術、數學或地理。
1967年，因應政府要求，包括此校在內的三所師範專科學校，均易名為「師範學院」。
後期，此校陸續辦三年制專科課程、著力於美術、體育、中文等科目，以及小學校長及幼兒教育課程等。
1971年開始，包括羅師、葛師及柏師三所教育學院，改用聯合收生制度，並設招生委員會，由三所教育學院院長輪任，1982至4年，本院在旺角設立分校，而分校在97至9年遷入大埔教育大學現址。
葛量洪教育學院於1994年9月1日起，被合併為香港教育學院的一部份（現已正名為香港教育大學）。初期，此校仍為教育學院的校舍之一。在1997年10月教院永久校舍啟用後，校舍改為專營在職教師兼讀課程，並易名市區校舍，但亦已於2000年10月起遷出。
按校友會1996年統計，此校開辦了45年，學生計達6760名。
本校原址舊翼曾用作培正教育中心；新翼曾經為循道學校校舍及於2011年成為循道中學校舍，但後來均相繼遷出。該校舍已在2014年被政府收回，並改作伊利沙伯醫院綜合服務區大樓的一部分。

## 課程及出路
葛師師資訓練特有兩項措施，第一為「設計教學」，分組學員選題後，要分工參考搜資料、實地採訪。最後要安排大規模展覽作分享。第二項特色是「小組討論」，以補大課單向講授之不足，也建立了更佳之師生關係。
一年制課程全期分配到小學實習一次，畢業生只可任教小學。二年制課程實習兩次，第二次分配到中學實習，畢業後可最高任教至中三（Form 3），入職時薪金比一年制生可高兩點，1966年第一屆男教師月薪為$885（英中文憑畢業政府書記入職為$375）；而女教師因仍未實行同工同酬，薪資相對較低。當年校內收取女學員較多，選取之標準及校內表現也要求嚴格，入讀二年制者也曾有於升二年級時被勒令退學。學院當年為培養人才，貧苦學員可申請生活津貼，最高每月可獲$160。此外學院曾為有經驗的教師（十年教學經驗）開辦一年全日制高級師範教育課程，亦有兼讀制課程之兩年制在職小學教師複修課程。其後陸續辦三年制專科課程、著力於美術、體育、中文等科目，往後又増辦小學校長及幼兒教育課程。

## 作風
由於葛量洪教育學院院長一職全由華人出任，作風相對上較為重視規矩。例如在行政層面上，收生事宜一律由兩位副院長執行，講師無權過問；而正校與分校教職員近乎完全分開工作、晉升。而在校規上亦相當嚴格，例如由創校開始，學生必須穿著學院校服（至少在實習期間；此規定一直延續到1980年代後期）；而在一些正式場合上，葛師學生相對其他師範學院學生而言，舉止亦較嚴肅。

## 歷任院長
如無特別指明，下述任期年份均由8月1日開始，7月31日結束。

### 葛量洪師範專科學院院長
- 張榮冕（1951-1961 第一任）
- 胡熙德（1961-1963 第二任，後因出任香港中文大學首任教務長而離職）
- 何雅明（1963-1964 第三任，曾任葛師轄下第三師範學院實際首任院長，後於1979年出任恆生商學書院首任校長，並於其後重返政府出任副教育司）
- 羅宗熊（1964-1967 第四任，離開政府後出任張祝珊英文中學首任校長）

### 葛量洪教育學院院長
- 羅宗熊（1967-1968）
- 郭煒民（1968-1973 第五任）
- 周刁玉珍（1973-1977 第六任）
- 江潤勳（1977-1986年11月 第七任，後調任柏立基教育學院院長）
- 潘宏強（1986年11月-1989 第八任，由香港工商師範學院院長調任）
- 黃李志欣（1989-1990（署任））
- 趙蘇麗珍（1990-1994年8月31日 第九任，由羅富國教育學院院長調任）

### 香港教育學院葛量洪分校院長
- 趙蘇麗珍（1994年9月1日-1995）
- 朱盧倩怡（1995-1996年8月31日 第十任，末任院長，由助理分校院長升任）

### 香港教育學院葛量洪分校課程組別統籌主任
- 朱盧倩怡（1996年9月1日-1997年10月）

1994年9月1日，葛量洪教育學院併入香港教育學院（教院），各師範學院初期暫行類似書院聯邦制的管理制度。1995年9月1日起，則統一改由教院院長領導；而三分之二按教育署公務員條款聘用、並通過教院轉職面試的教職員，亦於同日起改為受聘於教院。1997年10月尾，教院遷入大埔永久校舍工作完成，各分校課程組別統籌主任職位宣告撤銷，亦象徵各前教育學院正式結束。

## 校園
葛師初期僅設有加士居道校園，於1952年啟用。後來，由於學院發展，葛師先後在樂富（1960-1961，後發展為柏立基教育學院）、紅磡九龍船塢紀念學校（1974-1978，因緊急籌建五育中學以接收金禧事件受影響學生而被強行收回）及旺角旺角中心（1982-1997）設立分校。以下為併入教院前夕的葛師校園簡介。

### 加士居道校園（香港教育學院葛量洪第一分校）
正校在1952年5月落成，並由時任港督葛量洪伉儷及教育司高詩雅伉儷揭幕。正校最初由主翼及宿舍組成，而主翼採其時流行的薄殼式設計；而主翼歷經兩次擴建，包括1950年代中加建大講堂及後期加建新翼。學生宿舍改建自附近一樓高兩層的舊式別墅「Saltash」，由1953年使用至1964年，提供25個宿位（10男15女），後來一度增至80個，但已於1964年改建為地理系及美術系教室，以便開設三年制師範課程。宿舍於1990年代初拆卸，而校舍在1994年併入教院後仍繼續使用（而政府曾於1995年3月與教院達成協議，准許其繼續使用葛師校舍至最少1999年10月），直至2000年10月遷出（但本部所需資產已於1997年10月遷往大埔）。
宿舍早已重建為爵士花園，而校舍的新、舊兩翼曾由木板分隔，前者曾用作循道學校校舍。目前，原校舍兩翼均已經停用，並併入伊利沙伯醫院，命名為「綜合服務區」，設有社區復康中心、衛生署貨倉等醫療及後勤設施。

### 旺角中心校園（香港教育學院葛量洪第二分校）
此校是葛師的第三代分校，設於旺角中心9-11樓及20樓，專責幼兒教育課程。在併入教院後，本分校仍繼續使用，直至1997年10月連同本分校遷往大埔。

## 著名校友
- 司徒華，前立法會議員（九龍東）、支聯會主席、香港教育專業人員協會創會會長。
- 西西，香港著名作家、編輯。
- 何萬森 (葛師 ‧ 羅師)，資深教育家、創業家，現為明德文化事業有限公司、成功出版社、智慧出版社有限公司執行董事，及香港中文大學校友會聯會教育基金會、明我教育機構（非牟利組織）董事。
- 鍾志光，香港無綫電視體育評述員及電視演員。
- 徐嘉樂，原名徐嘉諾，前香港籃球及排球代表隊成員，前香港籃球代表隊隊長。
- 李鑾輝，知名的電台節目主持，畢業後曾任體育教師，1996年任香港電台教育電視部台長，亦有自組公關公司，現為新鴻基地產發展有限公司公共事務部公共事務總監。
- 陳若瑟，香港天主教徒，香港南區區議會前主席、前市政局議員，曾於1968年-1997年出任石排灣聖伯多祿小學校長，現仍擔任石排灣分區委員會主席、聖文嘉中英文幼稚園校監等公職。
- 黃陳小萍，現任加拿大聯邦耆老事務國務部長，加拿大首位華裔女性國會議員及内閣成員。
- 李慧嫻（羅師、葛師），著名藝術家、雕塑家，香港藝術館及香港文化博物館名譽顧問。
- 鄭國江，選修美術，香港著名歌曲作詞家。
- 梁紀昌，著名教育家，香港鮮魚行學校退休校長，致力推動教育平等，兩度成功向教育局爭取保留鮮魚行學校，於2012年入選《香港百人》。
- 朱溥生，筆名阿濃，香港作家，香港兒童文藝協會會長，加華作協副會長，曾任香港教育專業人員協會理事及監事，多年來有15本著作入選中學生好書龍虎榜之「十本好書」，五度被中學生票選為「最喜愛作家」。作品又曾獲香港文學雙年獎，冰心兒童文學獎，陳伯吹園丁獎。
- 陳謳明，現任香港聖公會主教長，此前曾任該會屬下的「小學監理委員會」主席，負責統管辦學事宜。
- 梁潤蓮，原伊利沙伯中學舊生會小學分校校長，於1985年在葛師就讀、1994年任職另一間小學中文科主任時及2021年，曾三度接受電視台訪問。
- 陳偉倫，2019年起任職香港華仁書院校長，1992年於聖約瑟書院畢業、1995年於葛量洪教育學院畢業後先後在香港公開大學和香港理工大學修讀工商管理學士及設計文學士。畢業後任職聖公會蔡功譜中學美術科老師[3]、其後加入開辦風采中學並任職訓導主任、2006年任職兆基創意書院助理校長、2008年任職香港浸會大學附屬學校王錦輝中學部副校長一職，曾被候任為德萃小學校長[4]，校長位落空後於2015年加入加拿大國際學校[5]、2019年正式成為香港華仁書院校長[6]。
- 華任復：前孔聖堂中學及荃灣官立中學校長（1959年）[7]

## 葛量洪教育學院校友會
校友會於於1952年9月成立，並先後創立了5間以「葛量洪校友會」命名的小學，即：
- 葛量洪校友會觀塘學校（1961–2008），初期位於觀塘（翠屏道）邨，於1980年因應屋邨重建遷往順安邨直至殺校為止；校舍曾由基督教聖約教會堅樂第二小學使用至2024年
- 葛量洪校友會慈雲山學校（1967–1988），位於重建前的慈民邨
- 葛量洪校友會油塘學校（1973–1993），位於重建前的高超道邨
- 葛量洪校友會將軍澳學校（1988–2008），位於翠林邨
- 葛量洪校友會黃埔學校（1997年成立）

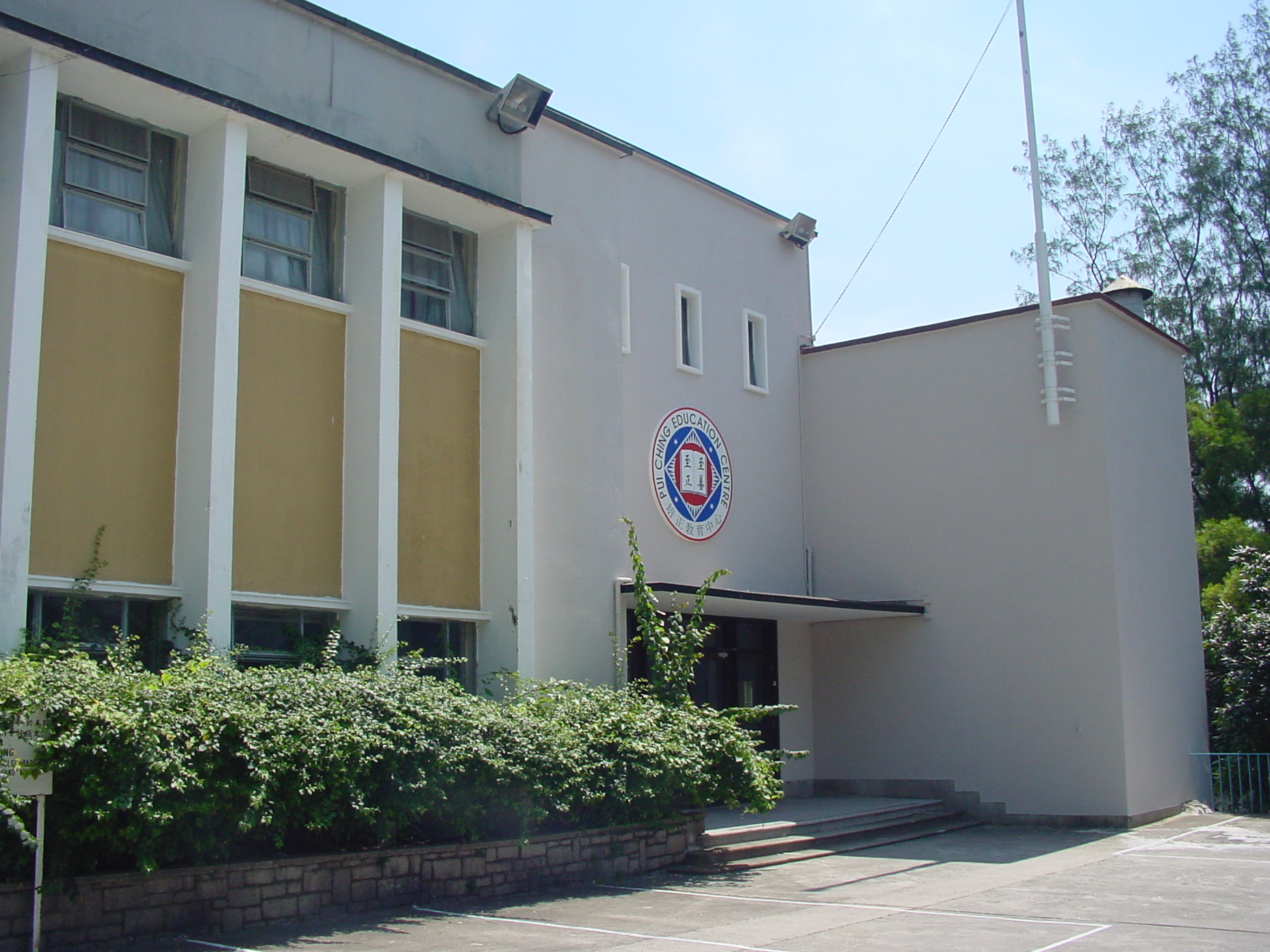
葛量洪教育學院舊址正門

在多間師範學院合併後，葛師校友會學校仍以原名續辦，設有多項獎學金。後來因出生率下降及四間的舊屋邨學校停辦或重建（觀塘學校、慈雲山學校、將軍澳學校及油塘學校），葛師校友會開辦的小學，只有一間仍繼續辦學；原先，葛師校友會亦於2001-2002年間，向政府申辦中學但失敗。值得一提的，是葛量洪校友會轄下小學的校監均曾由已故香港民主派元老、前立法會議員、支聯會主席司徒華（他是葛量洪教育學院首屆畢業生，曾擔任葛師校友會觀塘學校校長二十一年）兼任。2011年，葛師校友會舉辦了盛大之鑽禧藝展及多項紀念活動，增添葛師鑽禧紀念獎學金，更收集校之著作及歷史照片出版了專冊名為「葛師的歲月」（Down Memory Lane: Our Golden Years at Grantham College of Education），資料詳盡，並得當年馮翰文副院長發序言。